# Affaire de Roswell
Pour les articles homonymes, voir Roswell.
L’affaire de Roswell concerne l'écrasement au sol, près de Roswell au Nouveau-Mexique (États-Unis), le 4 juillet 1947, de ce qui est présenté, selon les versions, comme un ballon-sonde ou comme un objet volant non identifié (ovni).
L'événement reste longtemps ignoré et l'affaire en tant que telle débute, en 1980, avec la parution du livre de l’essayiste Charles Berlitz et de William Moore, The Roswell Incident (Le Mystère de Roswell).
Pour les principales associations d'ufologues, cet événement est l'un des éléments les plus probants de la visite de la Terre par une civilisation extraterrestre avancée. Pour les autorités militaires et les ufologues sceptiques, il s'agit seulement d'un mythe moderne maintenu par les mécanismes sociopsychologiques habituels de ce type de phénomènes.
Le gouvernement américain explique l'incident par l'écrasement d'un ballon-sonde ultrasecret (Mogul) destiné à espionner les expériences nucléaires militaires soviétiques (premier essai nucléaire en août 1949). Les partisans de la thèse extraterrestre soutiennent que l'épave retrouvée est celle d'un ovni extraterrestre, récupéré et dissimulé par les militaires.
En raison des nombreux témoignages soutenant l'hypothèse extraterrestre à Roswell, l'écrasement et la récupération supposés d'un ovni ont depuis évolué en phénomène de culture populaire très médiatisé. Roswell est devenu l'une des plus célèbres manifestations supposées d'extraterrestres.

## Description
L'historique suivant reconstruit, à partir de journaux et de Télex de l'époque, le déroulement supposé des événements survenus à Roswell.
Le 8 juillet 1947, William Brazel, dit Mac, propriétaire d'un ranch dans une zone désertique et peu accessible près de Roswell, découvre des débris éparpillés sur ses terres sur environ 80 m de large et 1 km de long. Comme beaucoup d'habitants dans le secteur, Brazel avait déjà récupéré des débris de ballons météo. Intrigué par l'aspect des matériaux, il décide de les montrer à ses plus proches voisins situés à plusieurs kilomètres de là, la famille Proctor. Ceux-ci lui conseillent alors de contacter le shérif de Roswell, lequel juge opportun d'avertir la base militaire la plus proche. Le lieutenant Walter Haut, porte-parole du Roswell Army Air Field (RAAF), fait alors un premier communiqué de presse à la demande du colonel William Blanchard, commandant de la base de Roswell, annonçant qu'ils ont récupéré un disque volant (flying disc) écrasé près d'un ranch à Roswell. Le lendemain, le brigadier général Ramey de la base de Fort Worth, où ont été transportés les débris par avion pour examen, publie un rectificatif annonçant que le disque volant était seulement un ballon-sonde. Une conférence de presse est organisée dans la foulée, où l'on montre aux journalistes des débris facilement identifiables de l'objet qui s'est écrasé, confirmant ainsi officiellement la thèse du ballon.
En 1978, le lieutenant-colonel en retraite Jesse Marcel (en), qui était arrivé le premier sur les lieux et s'était occupé de la récupération des premiers débris en tant que responsable de la sécurité de la base de bombardiers atomiques, déclare à l'ufologue Stanton Friedman venu l'interviewer puis à la télévision que ces débris étaient sûrement d'origine extraterrestre. Il ajoute que les débris montrés par le général Ramey, responsable de la base, aux journalistes n'étaient pas ceux que Marcel lui avait apportés de Roswell. Il fait part de sa conviction selon laquelle les militaires avaient en réalité caché la découverte d'un vaisseau spatial. Son histoire, qui circulera d'abord dans le milieu des ufologues, est à l'origine de plusieurs enquêtes et de livres évoquant une politique du secret imposée par les autorités militaires. En février 1980, le The National Enquirer interviewa le major Marcel, attirant l'attention mondiale sur l'incident de Roswell.

### Traces matérielles et débris recueillis
Quelque temps avant le 8 juillet 1947, le fermier William « Mac » Brazel remarque des débris qu'il trouve étranges alors qu'il travaille dans un ranch à une centaine de kilomètres de Roswell. Brazel racontera au Roswell Daily Record que son fils et lui avaient vu « une large zone de débris brillants, bandes de caoutchouc, feuilles d'étain, un papier plutôt dur et des barres »,.
Le 7 juillet, Brazel confie au shérif Wilcox qu'il croit avoir trouvé une soucoupe volante. Wilcox appelle ensuite le major Jesse Marcel de la base de l'armée de l'air de Roswell, un homme en civil vient au ranch chercher les débris que Brazel a ramassés. « Nous avons passé quelques heures le 7 juillet à chercher des morceaux de l'engin météo », déclarera Marcel. « Nous avons trouvé d'autres bouts de caoutchouc et d'aluminium ». Ils essayent ensuite de ré-assembler l'objet mais Brazel dit qu'ils n'y étaient pas arrivés. Marcel apporte les débris à la base le lendemain matin.
Comme décrit dans l'édition du Roswell Daily Record du 9 juillet 1947 : « Il n'y avait aucun signe de métal dans la zone qui aurait pu provenir d'un moteur, ni aucune trace de propulseur (...). Il n'y avait aucune inscription sur l'instrument, bien qu'il y eût des lettres sur certaines parties. Une longueur considérable de ruban adhésif et du ruban avec des fleurs imprimées dessus avaient été utilisés dans la construction. Ni corde, ni fil n'était visible, mais il y avait des œillets dans le papier qui indiquaient que quelque chose pouvait y avoir été attaché ».
Un télex envoyé au bureau du FBI de Dallas, citait un major de l'Eighth Air Force le 8 juillet : « Le disque est hexagonal et était suspendu à un ballon par un câble, ballon de 6 mètres de diamètre environ. Il a été dit au major Curtan que l'objet trouvé ressemblait à un ballon météo à haute altitude équipé d'un réflecteur radar, mais cette conversation téléphonique entre leur bureau et la base de Wright Field n'a pas confirmé cette affirmation ».

### Informations dans la presse

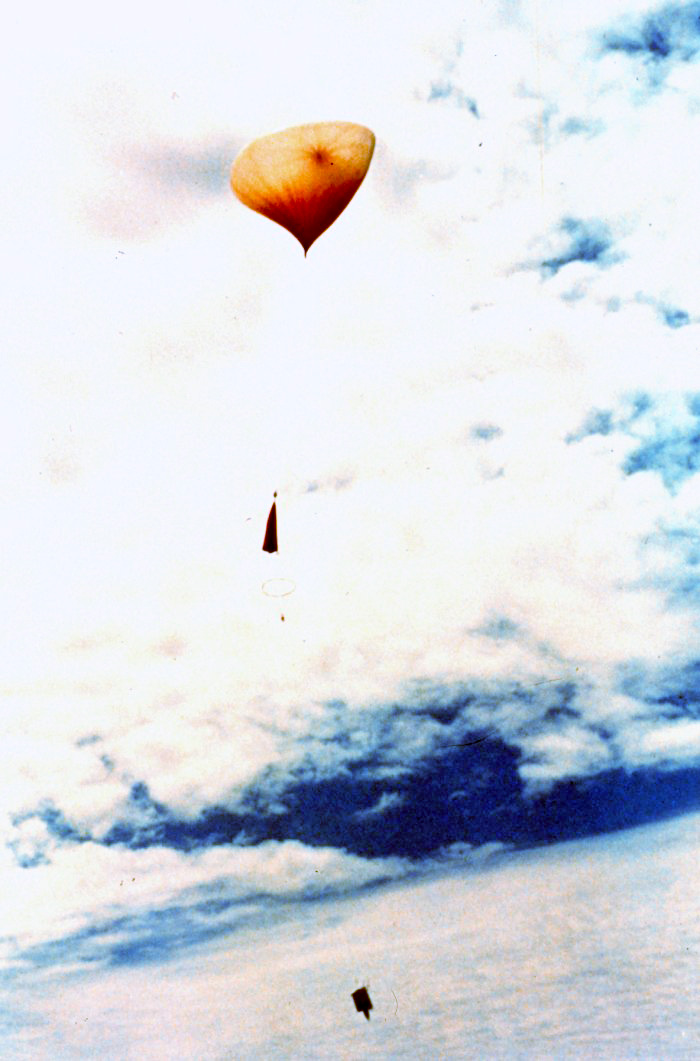
Un ballon météo juste après son décollage.

Tôt le mardi 8 juillet, la base de l'armée de l'air de Roswell fait un communiqué de presse immédiatement relayé par de nombreux journaux :
« Les nombreuses rumeurs faisant état d'une soucoupe volante sont devenues réalité hier, lorsque le service des renseignements du 509e escadron de l'air force de la base de Roswell a pris possession d'un disque grâce à la coopération d'un rancher et du bureau du shérif du comté de Chaves au Nouveau Mexique. L'objet volant a atterri dans un ranch près de Roswell durant la semaine dernière. Sans téléphone, le rancher a conservé le disque jusqu'à ce qu'il puisse contacter le bureau du shérif, qui informa le major Jesse A. Marcel du 509e escadron de l'Air Force. Une action fut immédiatement lancée, et le disque fut récupéré au domicile du rancher. Il a été examiné à la base de Roswell, puis transmis à de plus hautes autorités. »
Le colonel William H. Blanchard, commandant du 509e escadron, contacte le général Roger M. Ramey de l'Air Force à Fort Worth, au Texas, et Ramey ordonne le transport de l'objet à la base aérienne de Fort Worth. L'adjudant Irving Newton confirma l'opinion de Ramey, identifiant l'objet comme étant un ballon météo et son réflecteur. Un autre bulletin de presse sortit alors, depuis Fort Worth, décrivant l'objet comme étant un « ballon météo ».

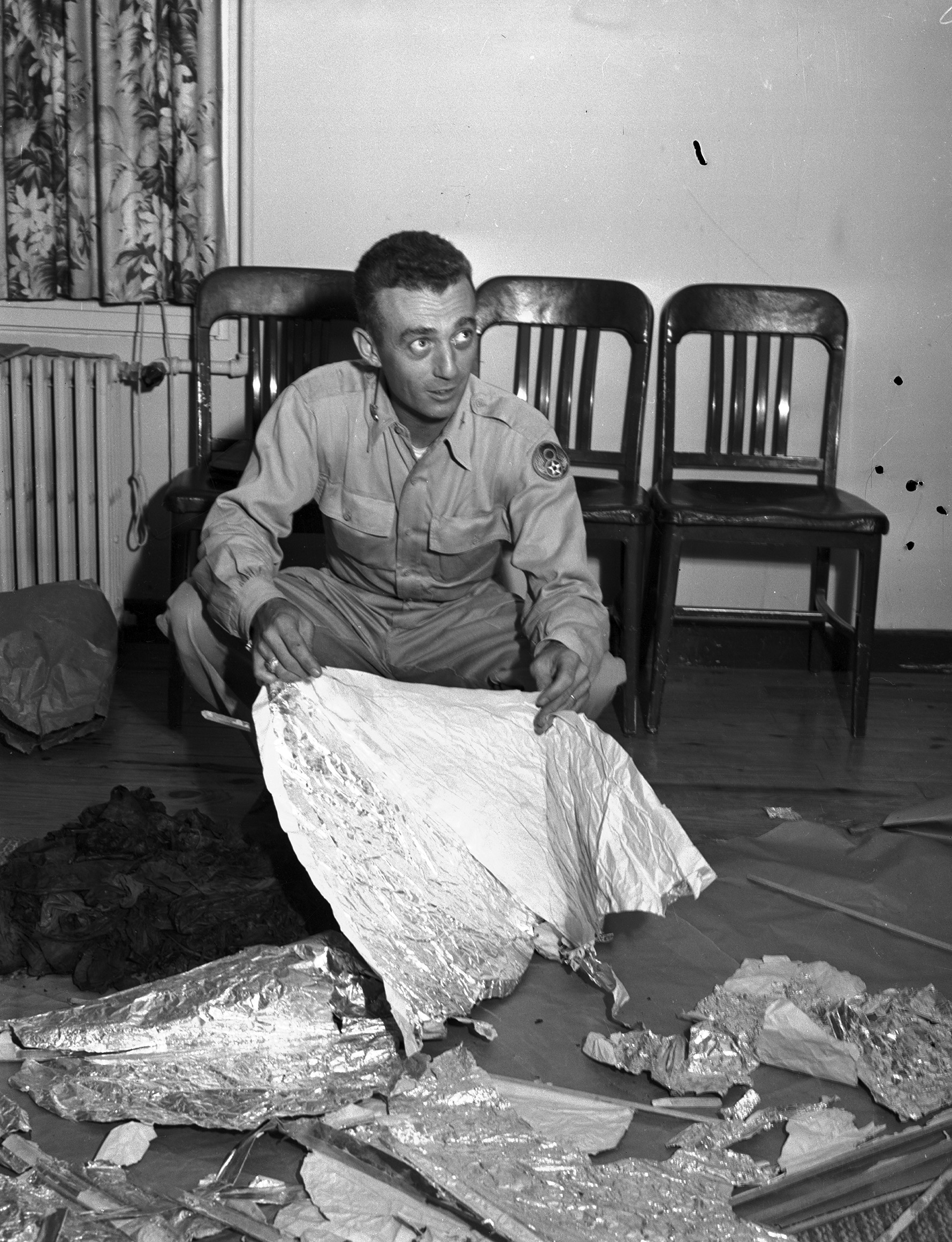
Marcel pris en photo avec les débris.

Deux jours plus tard, à Fort Worth, plusieurs photographes de presse peuvent prendre des photos des débris. Ces débris correspondent bien à la description d'un ballon et d'un réflecteur. Ramey, le colonel Thomas J. Dubose et Marcel sont pris en photo avec les débris. Brazel, le rancher, interviewé par le Roswell Daily Record, infirme la thèse militaire, déclarant qu'il a déjà retrouvé des ballons météo et qu'il est sûr que ce qu'il a trouvé n'est pas un ballon d'observation. L'affaire est rapidement oubliée.

## Création du mythe
Le 8 juillet 1947, une première dépêche de presse annonce que la base de Roswell a récupéré une de ces « fameuses soucoupes volantes ». Quelques heures plus tard, une seconde dépêche de presse annonce que l'objet qui avait atterri était un ballon-sonde.
En 1950, Frank Scully écrit un ouvrage à sensation où il affirme que d'après d'éminents scientifiques, qu'il ne nomme pas, des soucoupes volantes se sont écrasées. Le journaliste Donald Keyhoe analysa cette affaire et conclut au canular. Après enquête fouillée, J.P. Kahn révèle que les deux fameux scientifiques étaient en réalité deux escrocs notoires déjà condamnés, Newton et Gebauer,. Ces deux escrocs racontent l'histoire d'une soucoupe prétendument écrasée près d'Aztec au Nouveau-Mexique en mars 1948. Les seize « extraterrestres » retrouvés morts auraient été récupérés puis transportés ailleurs par l'U.S. Air Force. Et la technologie alien aurait permis la fabrication d'un engin « détecteur de pétrole »,. Selon Karl Pflock, l'ouvrage de Corso The Day After Roswell ne serait qu'un remake de l'affaire du détecteur de pétrole, orchestré par ces deux escrocs américains, Newton et Gebauer.
Trente ans plus tard en 1977, Léonard Stringfield écrit un autre ouvrage à sensation où il relate des crashs d'ovnis, mais les témoins évoqués sont le plus souvent anonymes. En 1978, des ufologues rencontrent Jesse Marcel qui prétend que les débris ont été échangés et qu'il y a eu dissimulation. À partir de 1980, paraissent des ouvrages à sensation reprenant l'idée d'un complot.
Les partisans de la théorie du complot, auteurs de nombreux livres, conclurent qu'un vaisseau extraterrestre s'était écrasé du côté de Roswell, que les passagers, certains peut-être encore en vie, avaient été récupérés, et que toutes les informations sur l'incident avaient été dissimulées. De nombreux livres, articles, documentaires télévisés et même une série télé ont rendu l'incident de 1947 si célèbre qu'au milieu des années 1990, les sondages, notamment celui publié par CNN/Time en 1997, ont révélé qu'une grande majorité des gens croyaient que les extraterrestres étaient venus sur Terre et plus précisément qu'ils avaient atterri à Roswell et que le gouvernement avait dissimulé les événements.

### Arguments développés
Charles Berlitz et William L. Moore écrivent le premier livre sur le sujet en 1980 et déclarèrent avoir interviewé plus de quatre-vingt-dix témoins. Ils présentent le récit de Jesse Marcel qui décrit les débris comme « ne ressemblant à rien de fabriqué sur cette terre » (p. 28), suggèrent que le matériau récupéré par Marcel était d'une grande solidité et possédait d’autres qualités qu’aucune matière d’origine terrestre ne pouvait avoir (donc en opposition avec les rapports officiels), et introduisent l’idée que les débris récupérés par Marcel au ranch Foster ont été remplacés par des débris d’un ballon-sonde (p. 33 ; p. 67-69) pour soutenir la dissimulation. Marcel aurait posé avec les vrais débris, puis les pièces auraient été échangées et les autres auraient posé avec les débris échangés. Les livres de Randle et Schmitt défendent la même thèse.
Stanton Friedman et Don Berliner suggèrent une dissimulation par les hautes autorités de la récupération d’un ovni, en se basant sur des documents tels que les archives du groupe Majestic 12. Le FBI a reconnu que ces documents étaient faux. L'auteur prétend, suivant en cela la théorie du complot, qu'une agence gouvernementale haut placée aurait eu pour mission d’enquêter sur les extraterrestres découverts à Roswell et de garder ces informations à l’abri du public. Le livre suggère que pas moins de huit corps extraterrestres auraient été récupérés sur deux sites de crash : trois morts et peut-être un vivant au ranch de Foster, et trois morts et un vivant sur le site de Sorocco (p. 129).
Walter Haut représentant la base militaire de Roswell était à l’origine du communiqué de presse du 8 juillet 1947 annonçant la découverte d’un « disque volant ». C’est la seule implication que Haut ait reconnue dans des documents officiels.

### Le livre de Philip J. Corso
À l'été 1997, l'officier de l'armée de l'air Philip J. Corso publie son livre The Day After Roswell et dans la préface, le président du comité des forces armées du Sénat signale que Corso « était une personne intègre ». Le 6 juin 1997, le sénateur Thurmond désavoue publiquement sa préface, expliquant que jamais Corso ne l'avait informé de l'orientation ovni du livre mais lui avait laissé croire à une autobiographie. Selon la revue Anomalies, il s'agit d'une « tentative délibérée de tromperie de Corso dans le seul but de vendre son livre ». Karl Pflock dénonce « les rêves égocentriques fébriles de Corso », qui se présente comme un as dans le domaine du renseignement et de la technologie et qui se trompe de manière flagrante dans sa description élémentaire des avions B-2, F-117 et Backfire. La récupération de mannequins anthropomorphes décrite par des témoins est revisitée par Corso qui rajoute moult éléments étranges : « ...(il) ouvrit la caisse de force et vit une créature non humaine flottant dans un grand conteneur vitré. Il pressentit qu'elle venait de l'espace. ».
Corso n'était pas à Roswell en 1947 et travaillait au Bureau des Technologies Étrangères au Pentagone. Son travail constituait à faire des recherches sur les technologies des autres pays et a eu, à ce titre, à étudier les artefacts trouvés à Roswell qui lui furent confiés en 1961. Selon son témoignage ces artefacts auraient été à l'origine du développement de techniques de pointe comme le laser ou le kevlar.

### Récits des témoins
Selon Kal Korff, les centaines de témoins interviewés par les auteurs de livres à sensation n'étaient pas en fait de vrais « témoins » de débris ou d’extraterrestres. La plupart de ceux-ci répétaient en fait les récits d’autres personnes et leur déposition eût été une inadmissible déposition sur la foi d'un tiers devant une cour de justice américaine, (p. 29). Sur les 90 témoins prétendument interviewés pour The Roswell Incident, affirme Korff, les témoignages de seulement vingt-cinq d’entre eux sont mentionnés dans le livre et seulement sept d’entre eux ont vu les débris. Parmi eux, cinq ont touché les débris (ibid.).
Karl T. Pflock, dans son livre Roswell: Inconvenient Facts and the Will to Believe paru en 2001, fait remarquer qu'un grand nombre de témoins ont voulu rester anonymes (p. 176). De ces 300 et quelques personnes, affirme Pflock, seulement 41 peuvent être « considérés comme d’authentiques témoins avec une expérience directe ou indirecte des événements à, ou autour de, Roswell ou sur la base militaire aérienne de Fort Worth » et seulement 23 peuvent « être raisonnablement considérés comme ayant vu des preuves physiques, des débris récupérés au ranch Foster ». Parmi eux, affirme Pflock, seuls sept ont déclaré que les débris devaient venir d’une autre planète (p. 177).
En ce qui concerne les nombreux témoignages de ceux qui prétendent avoir vu des extraterrestres, des critiques ont identifié les problèmes avec ce type de témoignage, allant de la question de la fiabilité d’un témoignage indirect (Pappy Henderson, General Exon, etc.), aux plus sérieuses questions de crédibilité avec des témoins qui font des déclarations objectivement fausses ou bien des déclarations multiples et contradictoires (Gerald Anderson, Glenn Dennis, Frank Kaufmann, Jim Ragsdale), ou bien encore des confessions sur le lit de mort et des témoignages de personnes âgées et facilement désorientées (Maj. Edwin Easley, Lewis Rickett) (ch.3). Pflock, dans une publication de 2001, note que seules quatre personnes étant directement entrées en contact avec les corps ont été interviewées et identifiées par les auteurs sur Roswell : Frank Kaufmann, Jim Ragsdale, Lt. Col. Albert Lovejoy Duran, Gerald Anderson (p. 118). Duran n’est mentionné que dans une note brève dans The Truth About the UFO Crash at Roswell, alors que, pour les autres, leur crédibilité pouvait être mise en cause, selon Pflock. De plus, Pflock souligne que certains auteurs adhèrent à des témoignages qui ne conviennent pas aux scénarios qu’ils soutiennent. Frankie Rowe, par exemple, affirme plusieurs fois que son père, pompier, et son équipe ont été appelés sur le site d’un crash extraterrestre. Mais le même livre adopte d’autres récits qui décrivent une opération militaire top-secrète. « « Ces récits » font partie d'une approche du style « faire toutes les suppositions et voir celles qui marchent le mieux » (p.63) ».
Le premier problème avec tous ces témoignages, accusent les critiques, est qu’ils arrivent tous au moins trente-et-un ans après les événements en question, et dans la plupart des cas, sont racontés plus de quarante ans après les faits. Non seulement les souvenirs aussi anciens sont d’une fiabilité douteuse, affirment les critiques, mais ils sont également influencés par les autres récits (cf. faux souvenirs induits). Finalement, les récits variables de Jesse Marcel, dont les soupçons concernant le fait que ce qu’il avait récupéré en 1947 n’était « pas de ce monde » avaient à l’origine éveillé l’intérêt pour l’incident, et ceux de Bill Brazel Jr, dont le père avait découvert les débris au ranch Foster, ont jeté de sérieux doutes sur la fiabilité de leurs déclarations.
Timothy Printy souligne que Marcel avait clairement identifié les pièces avec lesquelles il apparaissait sur les photos prises à Fort Worth comme des morceaux qu’il avait récupérés, des débris sur lesquels les sceptiques et les défenseurs pro-ovni s’accordent à dire qu’il s’agissait d’un ballon. « En fait », dit Marcel dans The Roswell Incident, « ces pièces peuvent ressembler à de l’aluminium et du balsa, [emphase dans le texte original], mais la ressemblance s’arrête là ». Et, « ils ont pris une photo de moi au sol en train de porter des débris métalliques parmi les moins intéressants… Le matériel sur cette photo provenait bien de ce que nous avions trouvé. Ce n’était pas une mise en scène ». Après qu’il lui eut été précisé que le matériel avec lequel il avait posé était des pièces d’un ballon, il modifia son histoire pour dire que ce matériel n’était pas celui qu’il avait découvert.
Des sceptiques comme Robert G. Todd argumentent que Marcel a embelli et exagéré son histoire, en affirmant par exemple avoir été pilote et avoir reçu cinq médailles de l’Air Force pour avoir descendu des avions ennemis, histoires qui se sont révélées fausses et son récit constamment modifié sur Roswell en est un autre exemple. Comme Marcel, Bill Brazel Jr. est coupable d’avoir embelli son récit original, accuse Printy. Comme Marcel, il ne fait à l’origine aucune mention des trous dans le sol mentionnés par la suite par d’autres personnes. Mais à mesure que se répandent des histoires au sujet de trous profonds où ont été récupérés les extraterrestres et leur vaisseau, les récits de Brazel changent si bien qu’à la fin des années 1980 il affirme : « Cette chose avait laissé une trace assez importante ici. Il a fallu un an ou deux pour que l’herbe revienne ».

### Schisme dans la communauté ufologue
Avec la publication de The Truth About the UFO Crash at Roswell en 1994, une rupture importante s’opère au sein de la communauté ufologue sur le réel enchaînement des événements et la localisation exacte des sites des crashs extraterrestres(p. 24).
Le Center for UFO Studies (CUFOS) et le Mutual UFO Network (MUFON), deux sociétés connues en ufologie, étaient tellement en désaccord sur les différents scénarios présentés par Randle/Schmitt et Friedman/Berliner que plusieurs conférences ont été menées pour résoudre ces conflits. Un des problèmes discutés était où, précisément, était Barnett quand il a, selon ses dires, vu le vaisseau extraterrestre. En 1992, une conférence essaye d’obtenir un consensus sur les différents scénarios tels que présentés dans Crash at Corona et UFO Crash at Roswell, mais la publication de The Truth About the UFO Crash at Roswell en 1994 a « résolu » la question Barnett simplement en l’ignorant et ils fixèrent une nouvelle localisation géographique pour la récupération du vaisseau extraterrestre et mentionnèrent un nouveau groupe d’archéologues n’ayant aucun rapport avec ceux mentionnés dans l’histoire de Barnett (p. 25).
Ce désaccord fondamental sur la localisation des sites de crash est toujours d’actualité chez les ufologues.
Le débat au sein de la communauté ufologique ne se limite pas à discuter le lieu du crash de l'ovni de Roswell. Dès la relance de l'enquête par le CUFOS, certains ufologues expriment leur scepticisme sur la réalité des faits. C'est notamment le cas du vétéran Robert Todd (à qui l'on doit la divulgation de très nombreux documents de l'armée, du FBI et de la CIA sur les ovnis au cours des années 1970 et 1980) et de Barry Greenwood, qui édite alors le bulletin Just Cause, consacré à la publication et l'analyse des documents rendus publics par les différentes branches de l'administration américaine (US Air Force, CIA, FBI, etc.) Un autre ufologue, Karl Pflock, développe une thèse intermédiaire, mêlant ballons-sondes et authentique ovni, avant de conclure que le crash a été causé uniquement par le crash d'un train de ballons liés au Projet Mogul. Après la sortie du rapport de l'Air Force au milieu des années 1990, de nombreux livres, comme celui de Kal K. Korff's The Roswell UFO Crash: What They Don't Want You To Know publié en 1997, se sont basés sur les preuves présentées dans ces rapports pour conclure qu'« il n'y a pas de preuve crédible que les restes d'un vaisseau spatial extraterrestre étaient impliqués. ». Ken Jeffrey, pilote de ligne, à l'origine de la « Déclaration de Roswell », publie dans le MUFON UFO Journal un article détaillé qui provoque une avalanche de protestations parmi les lecteurs partisans de la théorie du complot.

### Film de l'autopsie d'un extraterrestre

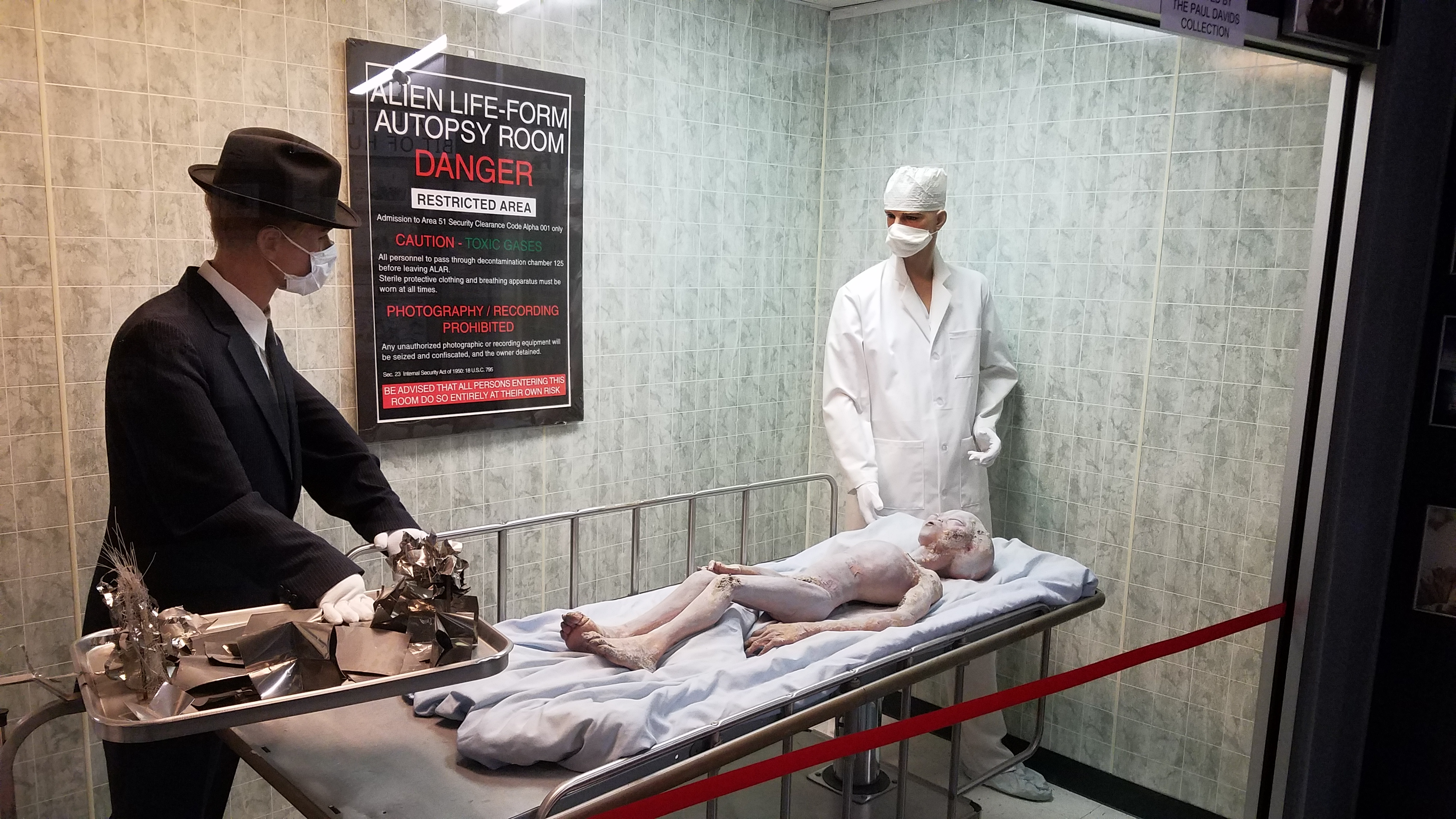
Simulacre d'autopsie d'extraterrestre, musée privé dit International UFO Museum and Research Center, à Roswell.

En 1993, un producteur londonien, Ray Santilli, prétend posséder, le corps d'un extraterrestre qui n'aurait pas survécu au crash. Le 26 mars 1995, une dépêche de l'AFP évoque un film tourné il y a près de 50 ans et montrant l'autopsie d'un extraterrestre après l'accident d'une soucoupe volante. L'affaire de Roswell revient à la une des médias.
En France, après avoir commercialisé une cassette VHS sous le titre L'extra-terrestre de Roswell, TF1 diffuse le 23 octobre 1995, dans L'Odyssée de l'étrange animée par Jacques Pradel, de larges extraits d'un film présenté par Ray Santilli comme la dissection de l'extra-terrestre de Roswell. Le film a été vendu à 27 pays pour une somme totale estimée à 30 millions de francs

,. En 2005, Santilli avoue que le film est un faux, l'extra-terrestre ayant été fabriqué par John Humphreys, un spécialiste hollywoodien des effets spéciaux.
Un documentaire de la Fox, Alien Autopsy: Fact or Fiction?, est diffusé le 28 août 1995 aux États-Unis.
Le journaliste Paul Mc Carty a enquêté pour le magazine Omni et a recherché l'énigmatique infirmière témoin de l'autopsie d'extraterrestre. Cette infirmière n'a jamais existé. Son enquête confirme le second rapport de l'U.S. Air Force,.
Le 7 avril 2007, la Warner Bros. sort un reportage décrivant « l'histoire d'une fausse autopsie ». Les effets spéciaux auraient été réalisés par le même spécialiste, John Humphreys qui, selon le reportage, avait créé douze ans plus tôt des créatures en latex remplies d'organes de mouton

.

## Rapports

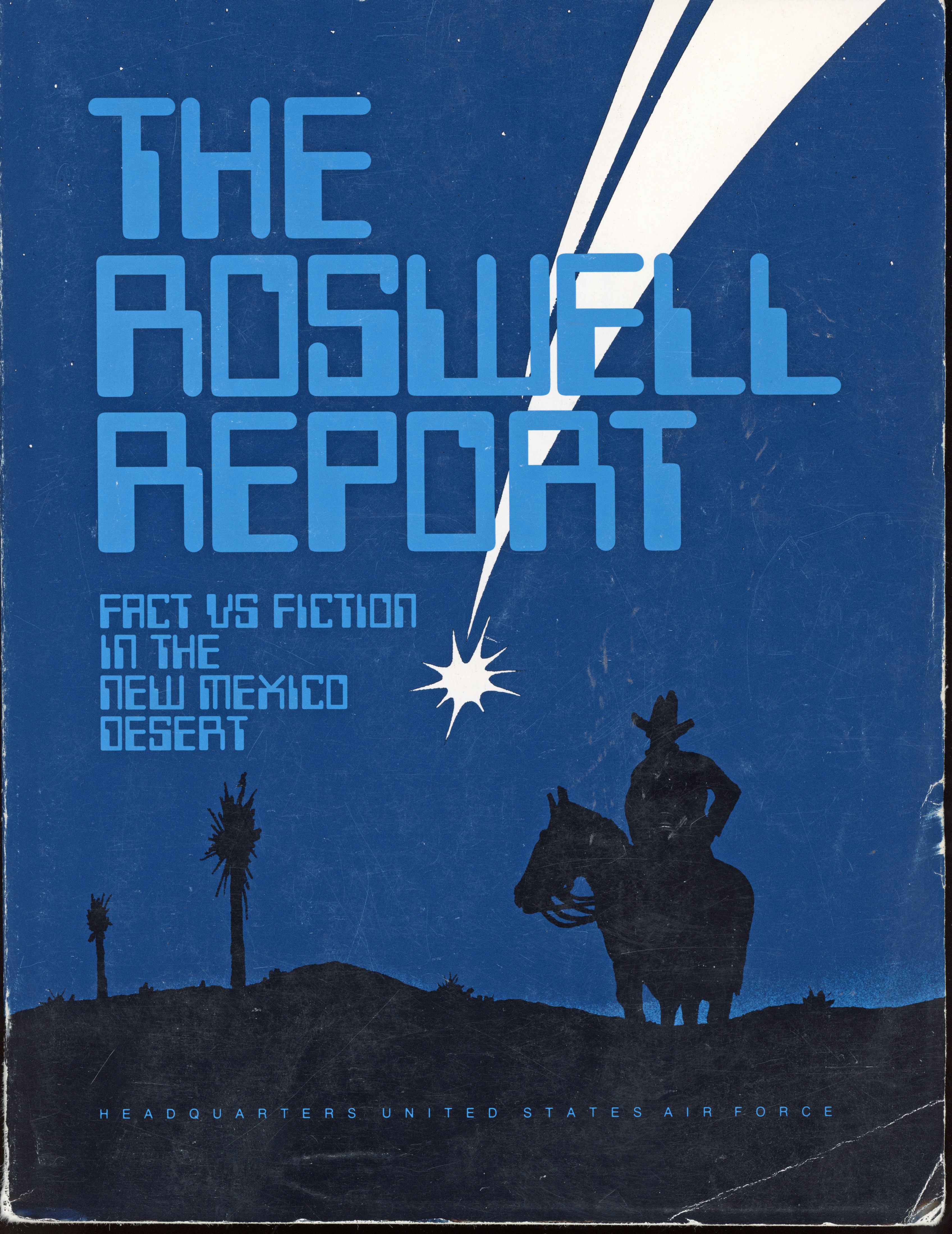
Premier rapport, 1995.

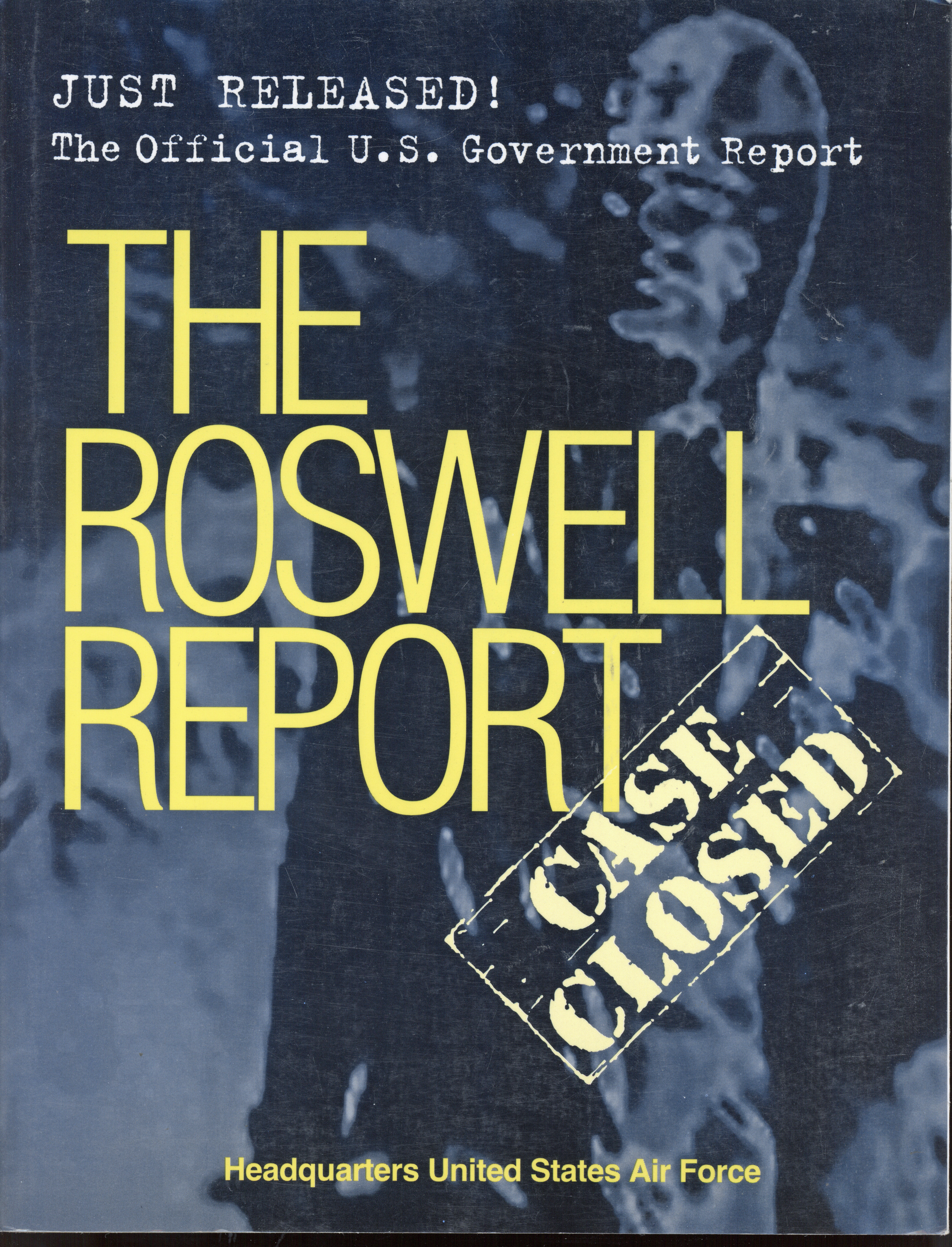
Second rapport, 1997.

Au milieu des années 1990, les États-Unis publient deux rapports concernant, d'une part les débris trouvés et sur lesquels des communications ont été faites en 1947 et, d'autre part les communications faites sur la récupération des extraterrestres. Le rapport de l'Air Force a constitué la base de la réponse des sceptiques aux auteurs qui traitaient de la récupération des extraterrestres, bien que les chercheurs sceptiques Philip J. Klass et Robert Todd aient déjà publié des articles instillant le doute sur les témoignages sur les extraterrestres des années avant que l'Air Force ne publie ses conclusions.

### Le premier rapport
Le premier rapport est intitulé The Roswell Report, écrit par Richard Weaver et James McAndrew de l'US Air Force, publié par le US Government Printing Office, paru en 1995.
Ce rapport conclut que les débris retrouvés en 1947 proviennent bien d'un programme gouvernemental secret appelé Projet Mogul consistant au lâcher de grappes de ballons atmosphériques destinés à espionner les expériences nucléaires soviétiques. Ces ballons transportaient des microphones et des émetteurs radioélectriques servant à détecter les tests nucléaires et les missiles antibalistiques de l'Union soviétique.

### Le second rapport
Le second rapport, intitulé The Roswell Report : Case Closed, écrit par James McAndrew de l'US Air Force, publié par le US Government Printing Office, paru en 1997, constitue l'explication finale et définitive de l'incident par les militaires.
Pour expliquer la rumeur de « cadavres d'extraterrestres », le rapport fait état du parachutage de mannequins anthropomorphiques lors de programmes militaires menés dans les années 1950 tels que l'opération High Dive dont la récupération a été vue par des témoins oculaires. Il conclut que les témoignages concernant la récupération de cadavres extraterrestres provenaient vraisemblablement de rapports détournés d'accidents militaires impliquant des blessés et des morts. Pour l'Air Force, les témoins ont été victimes d'un phénomène de « compression temporelle », en associant des événements ayant eu lieu après 1953 à ceux de 1947. Le second rapport souligne que les témoignages de cadavres d'extraterrestres ont surgi à la fin des années 1970, plus de trente ans après les faits. L'enquêteur principal de l'Air Force, James Mc Andrew, a mis en évidence de sérieuses lacunes dans les témoignages. Certaines personnes soi-disant impliquées dans la récupération de « cadavres d'extraterrestres » ne l'étaient pas. Et d'autres, présents à la base de Roswell, confirment qu'il n'y eut ni ovni ni extraterrestre à Roswell.
Le lancement de sondes martiennes, de forme circulaire, dans les années 1966-67 et 1972, depuis le Roswell Army Air Field, a pu susciter de « faux témoignages » toujours selon le second rapport.

### Documents militaires de 1948
Sur requête de l'ufologue William LaParl, dans le cadre du FOIA (Freedom of Information Act), près de 300 pages sont rendues publiques, dont les minutes d'une réunion du comité scientifique de l'Air Force des 17 et 18 mars 1948. Howard Mc Coy, chef du renseignement de l'Air Materiel Command à la base aérienne de Wright-Patterson dit notamment :

« Nous avons un nouveau projet (le projet Sign) qui [...] fait suite à ce que l'on avait appelé "l'hystérie collective" de l'été dernier, lorsque nous avons eu tous ces objets volants non identifiés ou disques. [...]. Si vous saviez ce que nous serions prêts à donner pour que l'une de ces choses s'écrase quelque part, que nous puissions voir de quoi elles sont faites. »

.
C'est à Wright-Patterson que serait emporté la carcasse de n'importe quel engin ennemi, russe ou alien. Howard Mc Coy aurait été au courant si un engin alien s'était écrasé à Roswell.
Le colonel Mc Coy adressa le 8 novembre 1948 un communiqué au major C.P.Cabell, directeur du renseignement de l'Air Force, et mentionna à trois reprises qu'il n'existe aucune preuve physique d'un crash de soucoupe volante. Le 23 septembre 1947, le lieutenant général Nathan Twining adressa un courrier au brigadier général George Schulgen, officier des services de renseignement au Pentagone, qui fait référence à la collaboration entre le Génie et les services de renseignements à Wright Field et Patterson, de manière à découvrir la nature des mystérieux objets volants. Selon Kent Jeffrey : « si le génie possédait une épave de soucoupe, non seulement les services de renseignement l'auraient su, mais ils en auraient été impliqués de bout en bout dans l'analyse de l'épave et dans l'évaluation de la menace que celle-ci pouvait représenter pour la sécurité nationale ».

### Rapport du G.A.O. en 1995
Steven Schiff, sénateur du Nouveau Mexique, demande des explications à l'Air Force qui le renvoie aux Archives Nationales. L'incident de Roswell ne figure ni dans le Blue Book ni dans le rapport Condon. Soupçonnant une dissimulation, il demande au Congrès des États-Unis, le General Accounting Office ou G.A.O. (organisation de surveillance appartenant au Congrès) de conduire une enquête interne.
Dans son rapport de juillet 1995, l’enquête de la commission du Congrès américain, le GAO, écarte l’explication de l'incident par les ballons Mogul. Le rapport du G.A.O. indique que le débat sur ce qui s'est réellement produit à Roswell continue et précise que tous les documents administratifs de la seule base de bombardiers atomiques des États-Unis entre mars 1945 et décembre 1949 ont été détruits ainsi que tous les messages radio envoyés par la base, d'octobre 1946 à février 1949. Le G.A.O. insiste sur le fait que les archives détruites couvraient une période beaucoup plus étendue que celle de Roswell et donc que celle-ci ne peut être invoquée comme raison de la destruction. Interrogé à ce propos, Steve Schiff admet que ces archives n'ont pas disparu à cause de Roswell.

## Analyse

### Point de vue d'Edgar Mitchell
L'astronaute Edgar Mitchell, qui a grandi à Roswell, s'est plusieurs fois prononcé sur l'événement et soutenu sa véracité : « L'ère moderne des ovnis a réellement commencé avec un incident qui s'est produit en 1947, quand un appareil accidenté contenant les corps de plusieurs extraterrestres a été découvert près de Roswell au Nouveau Mexique. Non, je ne fais pas d'erreur, l'affaire de Roswell s'est bien produite. J'ai vu des dossiers secrets qui montrent que le gouvernement savait tout à ce sujet, mais qu'il avait décidé de cacher l'information au public. ».
En 2008, il maintenait toujours sa position,.

### Point de vue des sociologues
À côté des thèses développées par les ufologues, qu'ils acceptent la thèse du crash d'une soucoupe ou qu'ils la rejettent, l'affaire de Roswell a donné lieu à plusieurs analyses de la part de chercheurs en sciences sociales. L'un de ces ouvrages, rédigé par deux anthropologues en compagnie d'un des anciens ingénieurs, Charles Moore, qui avait travaillé sur le Projet Mogul, considéré par beaucoup comme étant à l'origine des débris retrouvés par Brazel, a même été publié par les presses du Smithsonian Institute. Pour ces auteurs, l'affaire se réduit à la construction d'un mythe. Ces travaux soulèvent la question de savoir ce qui constitue une analyse sociologique. La sociologie doit-elle permettre de réduire cette histoire à une simple légende, à un mythe, et donc à l'absence de réalité des faits, ou bien doit-elle décrire la controverse et montrer comment les différents acteurs tour à tour construisent et déconstruisent les faits ? Ainsi, la thèse développée par Saler et Ziegler sera évoquée par l'anthropologue Paul Jorion dans un article publié dans la prestigieuse revue L'Homme.
En France, le sociologue Pierre Lagrange publie La rumeur de Roswell (dont le titre est un clin d'œil à l'ouvrage classique d'Edgar Morin, La Rumeur d'Orléans), dans lequel il exprime son scepticisme face à la thèse du crash d'une soucoupe volante tout en contestant également les analyses réductrices souvent proposées par les sociologues sur ce genre d'événement. Il conteste notamment les analyses réductrices des rumeurs et « légendes contemporaines » (telles qu'on pourra par exemple les retrouver encore dans le livre de Saler, Ziegler et Moore) et montre que les ufologues se sont comportés de façon rationnelle, quelles que soient leurs opinions sur cette affaire.

### Comparaison avec un crash d'avion
Curtis Peebles, spécialiste de l'histoire de l'aviation militaire, a analysé les sites d'accident d'avion et les a comparés avec les informations sur Roswell. L'impact d'un avion sur le sol crée un cratère. S'il explose, le sol est brûlé, et même cinquante ans plus tard, il n'y a pas de vie végétale significative. L'U.S. Air Force ramasse parfois les débris ou alors les enterre dans un trou creusé au bulldozer. Même dans le cas d'équipements secrets (ce fut le cas le 22 mai 1957, où un bombardier B-36 largua par erreur une bombe atomique non armée MK-17), il reste toujours des fragments sur une zone importante aux alentours du point d'impact. Et à Roswell, aucun cratère, aucune végétation brûlée, aucun appareil technologique. Seulement des baguettes en balsa et des débris d'aluminium correspondant à une cible de ballon Mogul.

#### Hommes du509e
En septembre 1996, Kent Jeffrey rencontre des militaires ayant appartenu au 509e groupe de bombardement basé à Roswell. Plusieurs pilotes lui affirmèrent « que l'histoire de la soucoupe écrasée n'était jamais arrivée ». Il n'eut pas l'impression que ces hommes participaient à une gigantesque opération de dissimulation, et cela près de cinquante ans plus tard. Il rapporte que ces hommes appartenaient à une unité d'élite, la seule à l'époque à posséder l'arme nucléaire, et qu'ils ressentent comme une injure à leur égard ces « histoires de conspiration » et ces « absurdités au sujet d'une soucoupe écrasée ».

### Expériences militaires de 1947: les ballons Mogul

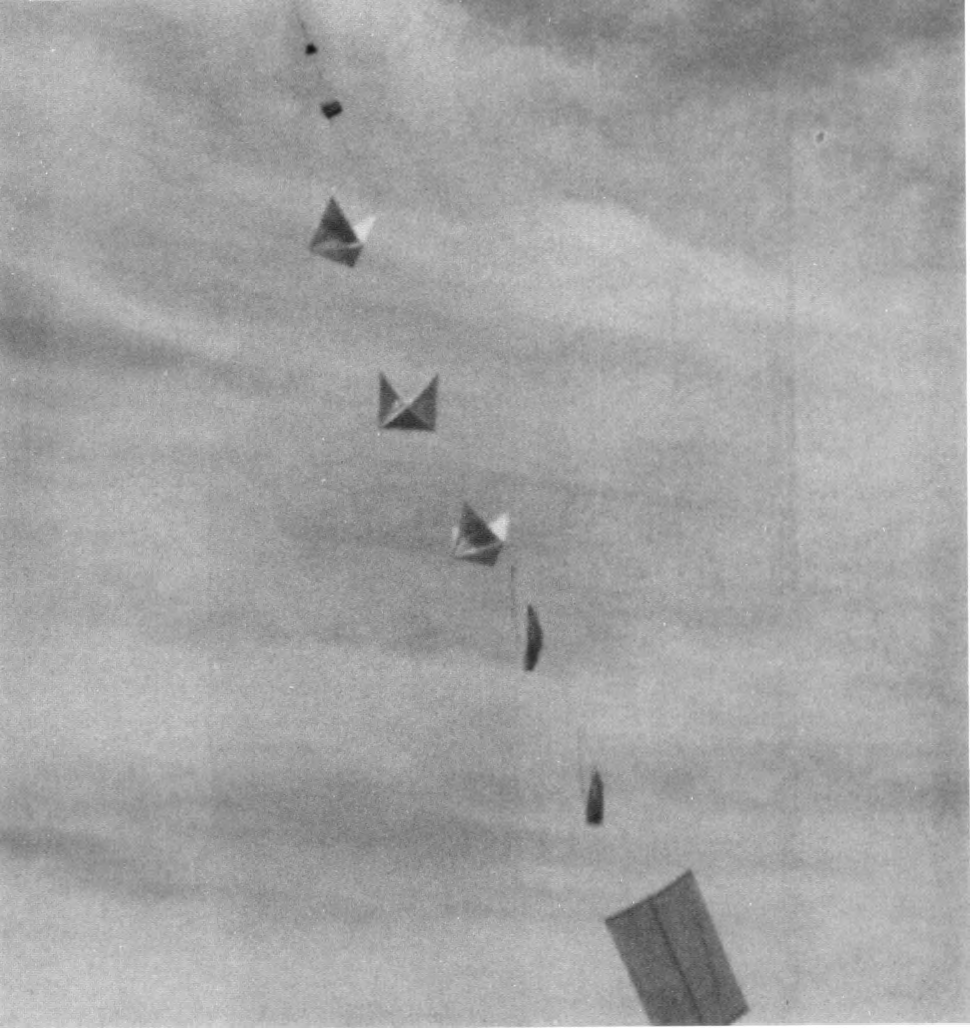
Ballons-sondes et réflecteurs du projet Mogul.

Le projet Mogul est un projet américain ultraconfidentiel mené de 1947 à 1949 dans le Nouveau-Mexique, consistant, dans le cadre de la guerre froide, à envoyer des ballons-sondes pour espionner l’URSS et détecter les essais nucléaires soviétiques grâce à l’envoi en haute altitude de grappes ou de trains de 20 à 30 ballons météo attachés à une ligne centrale portant quelques instruments et deux à trois cibles radar.

## Conclusions contradictoires et recherches discutables
Les critiques soulignent le fait que des événements appartenant à divers prétendus crash d'ovnis sur un grand nombre d'années sont parfois rassemblés en un seul événement (p. 66) et que trop d'auteurs sans esprit critique adoptent n'importe quel témoignage suggérant l'existence d'extraterrestre, et cela même quand les rapports se contredisent. Karl Pflock, qui a été un ardent défenseur de la thèse extraterrestre à Roswell, déclare : « Roswell est un exemple classique de triomphe de la quantité sur la qualité. Les partisans du crash d'une soucoupe volante… rassemblent tout ce qui semble soutenir leur thèse et l'empilent dans le tiroir « preuves » en disant « vous voyez, tout ce que nous avons là. Nous devons avoir raison ! Peu importe les contradictions. Peu importe l'absence de faits rapporté par des personnes neutres. Peu importe les absurdités »(p. 223).
Kal Korff pense qu'il y a de bonnes raisons pour certains de promouvoir la thèse extraterrestre à Roswell, alors que les chercheurs ne font pas leur travail correctement : « Le domaine de l'ufologie est constitué de personnes qui sont prêtes à tirer avantage de la crédulité des autres, particulièrement parmi les gens qui peuvent rapporter de l'argent. Le mythe de l'ovni à Roswell a rapporté beaucoup d'argent aux groupes ufologues, aux publicitaires, à Hollywood, à la ville de Roswell, aux médias (…) à côté de ça, le nombre de chercheurs qui utilisent les outils de la science et sa méthodologie est extrêmement petit » (p. 248).
Gildenberg calcule qu'en additionnant tous les témoignages, on arrivait à onze sites différents du crash et que toutes les informations mises bout à bout ne ressemblent que de très loin au témoignage originel de 1947. Certains témoignages pourraient même avoir été mélangés avec ceux de crash militaires qui sont survenus par la suite dans la région entre 1948 et 1950.
Charles Ziegler soutient la thèse que l'incident de Roswell a toutes les caractéristiques d'un conte populaire, un mythe moderne dans le sens littéraire du terme (p. 1,34). Il identifie six procédés narratifs distincts commençant avec « l'incident de Roswell » en 1980, suivi de la transmission par des conteurs qui façonnèrent l'histoire. Certains élaboraient autour de l'histoire originale et parfois ceux qui avaient été les premiers témoins finissaient par être rejetés par ceux qui devenaient les gardiens de l'affaire. D'autre finissaient par raconter l'histoire autrement et le processus reprenait. Tout en notant que certaines croyances de la culture ufologue demeuraient intactes (« Le gouvernement conspire et nous cache des informations sur le fait que les extraterrestres nous rendent visite »), d'autres croyances se modifient, reflétant les changements du mouvement. Le fait que le témoignage de Sheridan Cavitt ait été complètement occulté, lui qui pensait que les débris n'étaient rien d'autre que des morceaux d'un ballon météo, est une autre démonstration de la construction des mythes qui passe par le rejet des informations dérangeantes.

## Développements récents

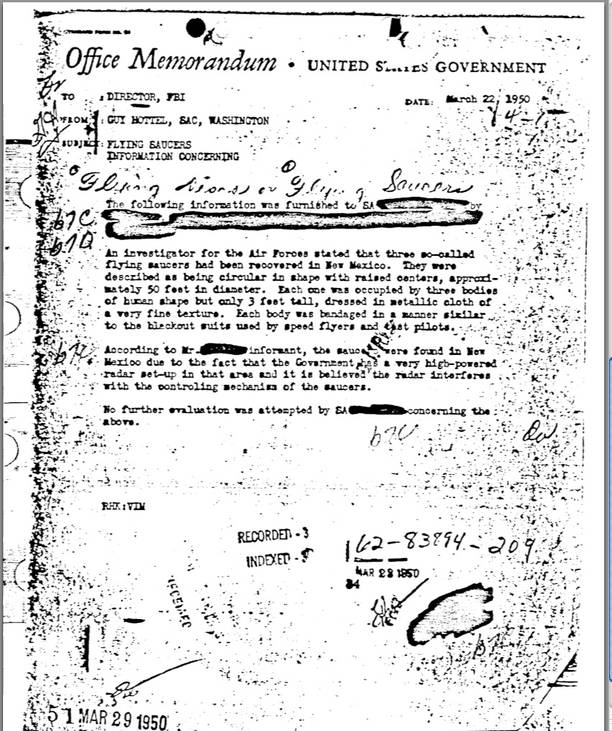
Mémorandum du gouvernement américain sur les soucoupes volantes

### Changement de point de vue scientifique
Une des conséquences immédiates du rapport de l’Air Force sur l’incident fut la décision de plusieurs personnalités de la communauté ufologue de ne plus associer l’affaire à un vaisseau extraterrestre. Le rapport est la cause principale de cette décision mais une autre raison peut être trouvée dans la diffusion de documents secrets de 1948 qui montraient que de hauts responsables de l’Air Force à l’époque ne savaient pas ce qu’étaient vraiment les ovnis présentés dans les médias et qu’ils soupçonnaient l’existence d’engins d’espionnage soviétiques. En janvier 1997, Karl T. Pflock, un des plus importants partisans de l’hypothèse extraterrestre, déclara : « À partir de mes recherches et celles d’autres personnes, je n’ai aucune preuve absolue qu’une soucoupe volante se soit écrasée dans la région de Roswell ou dans les plaines de San Agustin en 1947. Les débris trouvés par Mac Brazel (…) sont des morceaux de quelque chose de très terrestre, certainement quelque chose en rapport avec le Projet Mogul (…) Les archives classifiées des correspondances et conversations entre les responsables de l’Air Force qui devaient enquêter sur cette affaire jusque dans les années 1950 montrent de manière limpide qu’ils n’avaient ni épave, ni cadavres d’équipage, bien qu’ils aient cherché de telles preuves. »
Kent Jeffrey, qui avait organisé des pétitions à l’attention du Président Bill Clinton afin de l’obliger à déclassifier les informations sur l’incident, conclut de la même façon qu’il était peu probable que des extraterrestres aient été impliqués dans cette affaire,.
Un autre auteur de premier plan, William L. Moore, dit en 1997 : « Après une étude attentive et approfondie des développements récents de l’incident (…) je ne crois plus à l’explication extraterrestre pour cet événement ». Moore était le coauteur du premier ouvrage sur l’incident de Roswell.

### Révélations de recherches douteuses et de canulars
À peu près à la même époque, un conflit apparut entre deux auteurs qui avaient écrit sur l’incident : Kenvin Randle et Donald Schmitt qui étaient tous deux reconnus comme des figures majeures des enquêtes civiles autour de l’affaire. Tout d’abord, le rapport de l’Air Force indiquait que certaines recherches prétendues n’avaient pas été faites,. Ensuite, Schmitt avait prétendu avoir une maîtrise et qu’il était en train d’obtenir un doctorat en criminologie. Il prétendait également être un illustrateur médical. Les recherches ont montré qu’il était en fait coursier à Hartford dans le Wisconsin et n’avait aucun diplôme. Randle prit donc publiquement ses distances avec Schmitt en l’accusant d’être un mythomane.
Plusieurs témoins se sont révélés être des affabulateurs ou ont été soupçonnés d’avoir diffusé des canulars. Frank Kaufmann, une source du rapport sur les extraterrestres dans le livre de Randle et Schmitt en 1994, mais dont le témoignage avait été « ignoré » par l’Air Force semble avoir créé de toutes pièces certains documents et avoir grossi son rôle à Roswell. Randle rejeta officiellement ces témoignages dans un article de 2002. Glenn Dennis, qui avait déclaré que des autopsies avaient eu lieu à la base de Roswell et qu’il aurait été victime de menaces, a été présenté comme un des témoins « les moins crédibles » par Randle en 1998, alors que son témoignage avait été mis en avant dans son livre écrit avec Schmitt.

### Analyse photographique du télégramme de Ramey
Plusieurs ufologues dont David Rudiak se sont intéressés à une photo de 1947 sur laquelle on peut voir Ramey présentant des débris de ballon, et tenant à la main ce qui semble être un télégramme. En travaillant sur des agrandissements de la portion de photo montrant le télégramme, ces ufologues prétendent y lire des phrases telles que « les victimes de la catastrophe » (the victims of the wreck) qui tendraient à prouver l'existence d'êtres vivants impliqués dans le crash. D'autres analyses photographiques, comme celle effectuée par le Dr James Houran, indiquent plutôt que les caractères sont illisibles et que les phrases mises en valeur par les ufologues sont plus imaginées que déchiffrées.

### Déclarations diverses (XXIesiècle)
En 2002, la chaîne de science-fiction Sci-fi channel finance des fouilles sur le site de Brazel dans l’espoir de découvrir des débris que les militaires n’auraient pas trouvés. En février 2005, ABC diffuse une émission spéciale sur les ovnis dont l’animateur est Peter Jennings. Jennings présente le cas de Roswell comme un « mythe (…) sans le moindre soupçon de preuve ». ABC a accepté l’explication de l’Air Force que l’incident n’était que la conséquence de la chute d’un ballon-sonde du projet Mogul.
En octobre 2007, alors candidat aux élections présidentielles, Richardson s’explique sur sa demande de publication des dossiers du gouvernement sur l’incident de Roswell en disant que lorsqu’il était au congrès, il avait tenté d’obtenir des informations mais qu’il s’était vu répondre de la part du ministère américain de la défense et du laboratoire de Los Alamos que l’information était confidentielle. « Cela m’a intrigué, dit-il, le gouvernement ne dit pas la vérité autant qu’il le devrait et sur de nombreux sujets ». Il promet de faire publier les dossiers s’il est élu,,.
Le 24 juillet 2008, dans une interview donnée à Kerrang Radio, Edgar Mitchell revient sur le crash de Roswell, qui a bien eu lieu selon lui, et affirme que les autorités américaines ont utilisé la technologie extraterrestre et dissimulé pendant 60 ans la réalité du phénomène. Le jour même l'interview est reprise sur Fox News Channel : « Un ex-astronaute déclare : les extraterrestres sont une réalité et la NASA est au courant ». L'information circule jusqu'en Australie, pour revenir en Angleterre, en première page de The Telegraph : « Un astronaute annonce : La NASA cache des extraterrestres ». Le lendemain d'autres médias importants comme The Guardian ou The Enquirer couvrent également l'événement qui fait la une de AOL News.
Le 12 juillet 2012, Chase Brandon, ancien agent au bureau des relations publiques de la CIA prétend avoir découvert au milieu des années 1990, dans les archives de la CIA un dossier secret sur l'affaire Roswell avec des photographies qui attesteraient de la présence d'un ovni sur cette zone.

#### Désinformations
Richard Doty, ex-agent du bureau d'investigations spéciales de l'armée de l'air américaine, affirme avoir donné à dessein de fausses informations à de nombreux ufologues dans les années 1980 lorsqu'il était affecté à la base aérienne de Kirtland à Albuquerque dans le Nouveau-Mexique. Il affirme leur avoir transmis de faux indices d'extraterrestres capturés et de soucoupes volantes à l'intérieur de base militaires secrètes, ce qui aurait ravivé la légende de Roswell. Un documentaire de 2013 intitulé Mirage Men retrace son histoire et celles des ufologues qui ont interagi avec lui. Ces affirmations sont très débattues dans les cercles d'ufologie et le professeur de journalisme Keith Kloor (en) affirme qu'il est impossible de savoir s'il dit vrai, mais cite le journaliste scientifique et sceptique Brian Dunning (en). Selon ce dernier, le récit de Doty est en grande partie crédible et cohérent avec l'histoire. À la fin des années 1970 et au début des années 1980, l'avion furtif F-117 Nighthawk était encore secret, mais très opérationnel, et les espions soviétiques cherchaient désespérément des informations à ce sujet. Des « armées » d'ufologues s'étaient installés autour de chaque installation de l'armée de l'air depuis les années 1950, documentant, filmant et révélant leur trouvailles dans des conférences. L'armée de l'air aurait supposé, intelligemment, que les Soviétiques avaient probablement infiltré la communauté ufologique pour voir ce que ces légions d'enquêteurs amateurs avaient trouvé. Elle aurait ainsi demandé à Doty, et probablement à d'autres personnes similaires, de fournir des histoires de soucoupes volantes capturées et d'ambassadeurs extraterrestres travaillant avec le gouvernement américain.

#### Crash d'ovni en 1945
En 2021, Jacques Vallée et Paola Leopizzi Harris publient Trinity: The Best-Kept Secret (en français « le secret le mieux gardé »), une enquête sur un autre crash d'Ovni, longtemps passé sous silence, survenu aussi au Nouveau-Mexique en 1945, un mois après l'explosion de la première bombe atomique près de White Sands, où l'armée a également recueilli des débris.

## Médias
La notoriété internationale que lui a apportée l'incident a fait de la petite ville de Roswell une destination de tourisme ufologique relativement importante. L'ensemble de la communauté locale a adopté les extraterrestres de manière très volontaire. Et ils font maintenant partie du paysage local. L'un des endroits les plus célèbres est le lieu du crash, marqué par une plaque et un monument de pierres empilées.
Google a consacré le Doodle de sa page d'accueil du 8 juillet 2013 à l'affaire Roswell.

### Célébration annuelle
Chaque année, pour la célébration de l'indépendance du 4 juillet, la ville de Roswell organise le UFO Festival avec des débats.

### Télévision
Aux États-Unis, de nombreuses séries télévisées ont repris le thème de l’incident de Roswell. L’une d’entre elles, Roswell, a été diffusée de 1999 à 2002, et suivait la vie de trois extraterrestres habitant à Roswell, la série Sept jours pour agir était fondée sur la découverte d’une machine à remonter le temps découverte sur le site du crash, la série Futurama utilisait le thème de Roswell dans son épisode Tout se termine bien à Roswell où l’équipe de Planet Express se retrouve en 1947 et s’écrase à Roswell faisant penser aux habitants qu’un ovni venait de tomber.
D’autres séries où les extraterrestres de Roswell sont intégrés au scénario sont Star Trek: Deep Space Nine, American Dad! et Les Décalés du cosmos, ainsi que dans Dark Skies et X-Files.
Dans la série canadienne Stargate SG-1, la race Asgard apparaît anthropomorphe, de plus il est mentionné que le vaisseau Asgard aurait été chargé de surveiller l'évolution de notre peuple et se serait écrasé dans le courant de sa mission. On apprend aussi qu'ils y menaient des expériences sur des êtres humains.
Dans la série britannique Doctor Who, l’épisode Dalek présente un musée extraterrestre avec des éléments du vaisseau de Roswell.
Dans la série canadienne Tracker, l’épisode Roswell (appelé aussi Area 51) montre le personnage appelé Cole qui voyage à Roswell pour récupérer un objet que recherche également un extraterrestre.
Dans la série Disney Les Aventures de Buzz l'Éclair, un épisode montre Buzz l'Éclair s’écrasant sur une planète appelée Roswell et habitée par des extraterrestres ressemblant à ceux qui sont décrits dans l’incident de Roswell.
L'incident de Roswell, avec le film de l'autopsie de l'extraterrestre, a été présenté à la télévision française (TF1) en 1995 par Jacques Pradel, assisté de médecins et de scientifiques pour évaluer la crédibilité de l'autopsie.
Le célèbre manga Hetalia parle de l'Affaire de Roswell dans l'épisode 14 de la saison World Series, où Amérique se rend personnellement sur les lieux du crash et y rencontre son ami Tony, un supposé passager de l'ovni.
Le téléfilm Roswell, le mystère avec Martin Sheen et Kyle MacLachlan a été nommé pour le Golden Globe.

### Cinéma
Des films évoquant Roswell et les événements ont été réalisés comme Independence Day avec Will Smith et Bill Pullman, Indiana Jones et le royaume du crâne de cristal avec Harrison Ford, Men in Black, Lilo et Stitch, Les Looney Tunes passent à l'action avec Brendan Fraser et Paul avec Nick Frost et Simon Pegg.

### Presse
PlayStation Magazine publie un faux test d'un jeu nommé Roswell 3D dans le numéro 8 de Mars/Avril 1997.

### Romans, bandes dessinées et dessins animés
Melinda Metz a écrit une série de romans Roswell High, inspirée de cette affaire. L'écrivain de science-fiction français Jimmy Guieu a pris des positions très passionnées sur la théorie du complot des dirigeants des États-Unis, qui auraient dissimulé la soucoupe de Roswell. Un autre romancier de science-fiction français, Yann Quero, a passé son enfance près de Roswell. Il évoque particulièrement cette affaire dans son dernier roman, L'Avenir ne sera plus ce qu'il était en 2010, dans lequel les Américains essaient de faire fonctionner la soucoupe de Roswell dans la Zone 51 et se la font dérober par des renégats aliens.
La série Les invisibles reprit le thème de l’incident de Roswell dans son second volume. On retrouve également le thème dans Bongo comics, Roswell Texas.
La série Futurama a également fait un hommage à l'incident de Roswell dans l'épisode Tout se termine bien à Roswell de la saison 3.
Une animation japonaise Serial experiments Lain contient un épisode évoquant l’incident. Un dessin animé pour enfants appelé Roswell, la conspiration a été diffusé sur France 3 dans l'émission Les Minikeums et a inspiré un jeu vidéo en 2001 sur PlayStation et Game Boy Color.
Dans la série de Bandes Dessinées Les épatantes aventures de Jules,créée par Emile Bravo, différentes créatures extra-terrestres participent au récit. Les traits de certaines évoquent la créature de Roswell telle qu'on la voit dans le film de sa dissection. La référence à ce mythe est explicite dans le tome 1 quand un de ces personnages dit : « Roswell ? Ah, ouais ! Hé, Plik ! Tu t'souviens de Toni ? - Tu parles ! Le pari stupide : Faire du rase-mottes sans les mains... ».

### Musique
Le groupe de death metal suédois Hypocrisy a écrit un morceau appelé Roswell 47.
Dave Grohl, leader du groupe américain Foo Fighters, a appelé son label Roswell Records et le groupe a joué un concert en 2005 sur le site de l’Air Force à Roswell.
Un CD de compilation appelé Area51 : L’incident de Roswell est apparu en 1997 avec des groupes comme Synæsthesia, Hawkwind, Tangerine Dream.
Le groupe Far-Less a écrit un morceau intitulé Roswell that ends well sur leur disque Everyone is Out to Get Us.
Will Smith se moque de Roswell dans la chanson Men in Black.
Un morceau des Pixies appelé Motorway to Roswell sur l'album Trompe le Monde donne une interprétation de l’incident.
Le groupe américain Splitsville rend hommage à l’incident dans leur chanson Home (album Ultrasound). Les paroles sont chantées du point de vue de l’extraterrestre qui découvre qu’il doit atterrir par manque de carburant et dit « Je pourrais trouver pire qu’une ville du sud-ouest des États-Unis, je pourrais atterrir à Roswell ». Alors qu’il commence sa descente sur la ville, il contemple son destin et conclut « J’ai été là-haut pendant si longtemps, ça me fera du bien de voir de nouvelles têtes ».
Le groupe de thrash metal américain Megadeth fait référence à cette affaire dans le morceau Hangar 18 paru en 1990 sur l'album Rust in Peace. Le vidéoclip montre des extraterrestres (avec parmi eux, les quatre musiciens) capturés et disséqués par les soldats américains. La pochette de l'album montre les dirigeants de plusieurs pays, ainsi que Vic Rattlehead, (mascotte du groupe) observant un extraterrestre.
MC Solaar fait référence à la bête de Roswell dans deux de ses chansons : Cash Money ainsi que Da Vinci Claude.

### Jeux vidéo
- Dans The Pandora Directive (1996), le joueur incarne Tex Murphy, un détective privé engagé pour enquêter sur la disparition d'un scientifique. Son enquête le conduit sur la piste de Roswell et des événements de 1947.
- Dans Interstate '76 (1997), Groove Champion arrivant à Roswell au Nouveau-Mexique assiste au crash d'une soucoupe volante au milieu du désert après avoir intercepté des communications radio étranges sur la CB de sa voiture.
- Dans le jeu vidéo Tomb Raider III (1998), le monde Nevada contient la fameuse base « Area-51 » (Zone 51 en français) et l'on peut y apercevoir des extraterrestres.
- Dans le jeu de skateboard Tony Hawk's Pro Skater (1999), et Tony Hawk's Pro Skater 3 (2001), un niveau est appelé Roswell. Quand le joueur explore le niveau, il peut découvrir un extraterrestre et un ovni.
- Dans Final Fantasy VIII (1999), certains combats laissent apparaître un ovni nom de KYOKO.
- Dans le jeu vidéo Deus Ex (2000), un niveau est appelé Zone 51 (Area 51), à plusieurs moments du jeu on peut rencontrer des extraterrestres (laboratoires de VersaLife, etc.)
- Dans le jeu vidéo Perfect Dark (2000), la mission « Area-51 » (Zone 51 en français) consiste à libérer Elvis, un extraterrestre. Il s'ensuit la découverte d'un important complot.
- Dans le jeu vidéo Motocross Madness 2 (2000), sur le Circuit « Roswell » on peut croiser un ovni.
- Dans le jeu Grand Theft Auto: San Andreas (2004), la Zone 51 est représentée. Le joueur peut y accéder mais elle est hautement surveillée.
- Dans le jeu vidéo World of Warcraft (2004) un lieu porte le nom de « Zone 52 » et se situe à Raz-de-Néant. Ce lieu est surveillé par des gobelins habillés en smoking noir.
- Dans le jeu Les Sims 2 (2004), les joueurs peuvent jouer dans une ville appelée Zarbville en français (Strangetown en version originale) pouvant représenter Roswell, avec une soucoupe volante et des débris tout autour.
- Dans le jeu Destroy All Humans (2005), le joueur se rend à Roswell pour libérer un ami extraterrestre.
- Dans le jeu Area 51 (2005), le joueur est plongé en plein site militaire infesté par des aliens. Ces derniers ont une forte apparence humaine. Le joueur entre dans la peau d'un commando d'élite pour faire face à la menace.
- Dans les jeux vidéo Pokémon Noir et Blanc en français (2010), un Pokémon se nomme Lewsor (l'anacyclique de Roswell) et ressemble à un petit extraterrestre.
- Dans le jeu vidéo XCOM: Enemy Within (2013), tant que l'invasion extra-terrestre n'est pas confirmée, on peut entendre Central dire « Vous êtes sûr que c'est pas un Cas Roswell ? ».
- Dans le jeu vidéo The Crew (2014), la ville de Roswell, son musée des aliens ainsi que la Zone 51 sont représentés.